# Government of India Act 1935
Government of India Act 1935 var en lag om den politiska organisationen i Brittiska Indien, antagen i augusti 1935.
Genom lagen infördes 11 självstyrande provinser i Brittiska Indien. Provinserna fick välja lagstiftande församlingar, och en guvernör. blev ansvarig för provinsförsamlingen. Rösträtten utvidgades samtidigt, och både kvinnor och kastlösa fick rösträtt. Minoritetsgrupper fick reserverade platser i provinsförsamlingarna.
Lagen kritiserades av många konservativa politiker för att gå för långt, medan många arbetarpolitiker menade att den inte var tillräcklig. Involverade indiska parter var heller inte nöjda.

### Fotnoter
1. ↑  Government of India Act, 1935, originaltext.
2. 1 2  Surjit Mansingh: Concise Encyclopedia of Indian History, New Delhi: Vison Books, 2009, s. 288–290.